# Dumitru Chipăruș
Dumitru Haralamb Chipăruș (16. září 1886 Dorohoi, Rumunské království – 22. ledna 1947 Paříž, Francie) byl rumunský art decový sochař, který žil a tvořil v Paříži. Byl jedním z nejdůležitějších sochařů období Art deco.

## Život
Dumitru se narodil v roce 1886 ve městě Dorohoi Haralambovi a Savetě Chipărovým. V roce 1909 odešel do Itálie, kde se učil sochařině pod Raffaellem Romanellim. O tři roky později se vydal do Paříže, aby zde studoval na École des Beaux-Arts pod Antoninem Mercié a Jeanem Boucherem. Zemřel v roce 1947 na mozkovou mrtvici po návratu ze zoo ve Vincennes, kde studoval zvířata. Pohřben je na hřbitově v Bagneux.

## Galerie

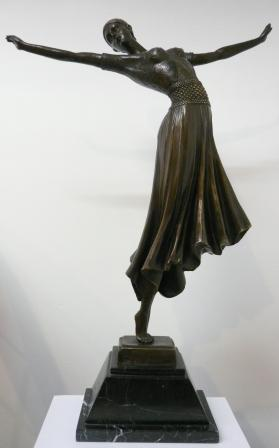
Tanečnice